# Joan Hubert van Meel

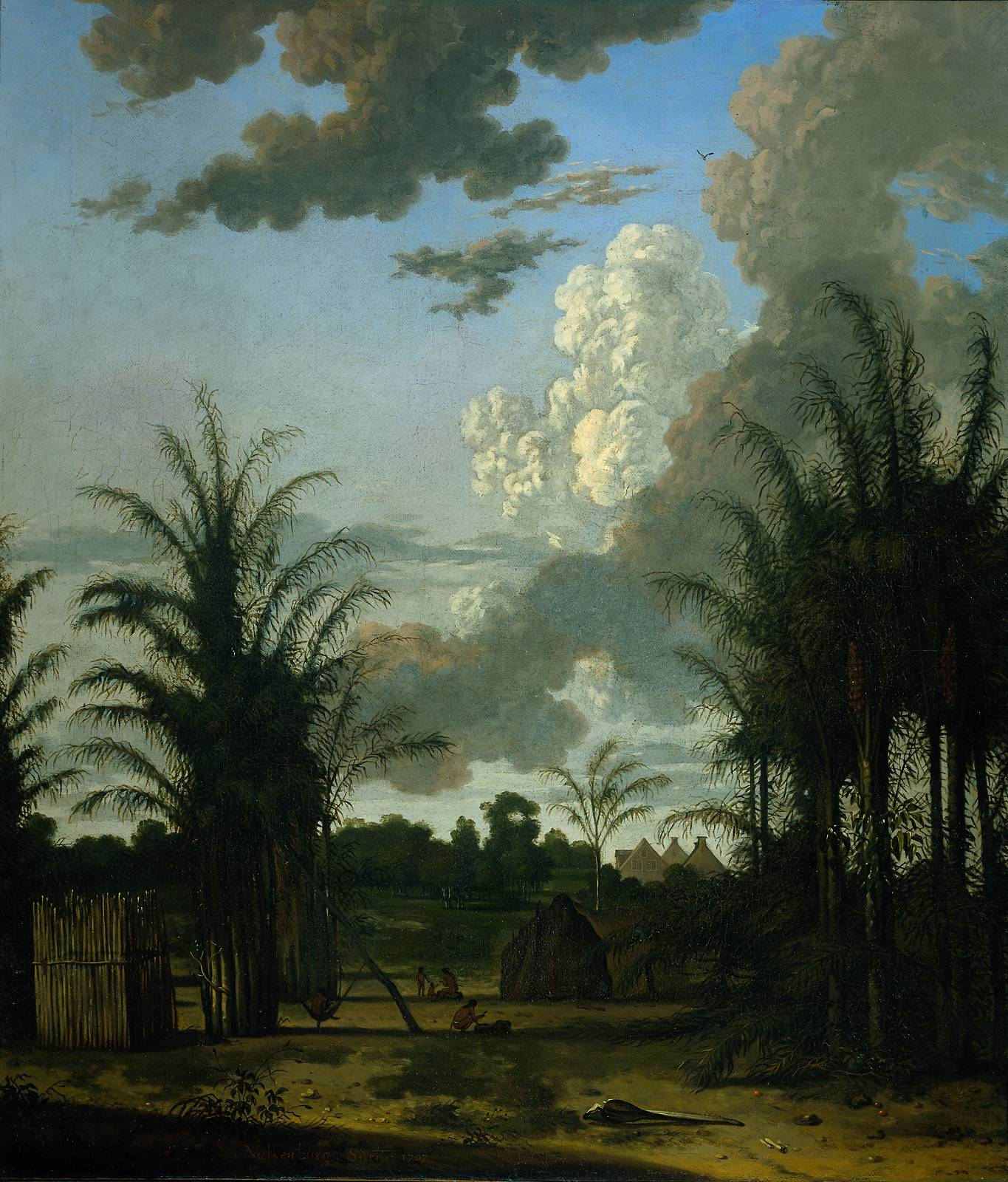
Plantage in Suriname door Dirk Valkenburg, ca. 1707

Joan Hu(y)bert van Meel (8 december 1698 – 5 augustus 1769) was de zoon van Joan Willem van Meel en Christina van Aken. Hij was de opvolger van zijn vader, secretaris van de Sociëteit van Suriname. De secretaris was de spil waar, vooral in uitvoerende zin, alles omdraaide. Hij notuleerde de vergaderingen, registreerde de aldaar genomen besluiten en zorgde ervoor dat deze de bewindhebbers ter hand werden gesteld. Hij hield toezicht op de klerken, was mede verantwoordelijk voor de kas, stond de schippers van de Surinamevaarders en de soldaten te woord, controleerde de uit Suriname overgezonden gouvernementsadministratie, hield het archief bij en zorgde voor transport van levensmiddelen naar de kolonie. De werkzaamheden omvatten ook de boekhouding van de garnizoenen.
Van Meel studeerde rechten in Leiden, promoveerde in 1718 en werd advocaat bij het Hof van Holland. Hij trouwde in 1729 en in 1733 werd hij regent van het N.Z. Huiszittenhuis. In 1735 verhuisde Joan Hubert van Meel van de Keizersgracht naar Herengracht 544. Hij betaalde 37.000 gulden. In 1742 verdiende hij 7.000 gulden per jaar, waarvan 1.000 van de Sociëteit. Op 3 mei 1738 stond er een advertentie in de Amsterdamsche Courant: 

Slavenhandel: Alle degenene, die geneegen mogte zyn negros-slaven van de kusten van Afrika over te voeren in de colonie van Suriname, ten eynde aldaer te werden verkogt, gelieven zig te adresseeren binnen Amsterdam aen Mr Joan Hubert van Meel, secretaris van de Sociëteit van Suriname, waer verder elucidatie te bekomen zal zijn.

Zijn oudste broer Willem Gerard van Meel was Raad-fiscaal in Suriname en later griffier bij het Hof van Justitie in Paramaribo. Willem Gerard was de eigenaar van de plantages Jagtlust samen met Frederik Berewout en Katwijk in Suriname. Hij trouwde met Constance Pichot, een vrouw die in Suriname diverse schandalen verwikkeld was. Constance Pichot trouwde op dertienjarige leeftijd, aan huis. Zij werd weduwe en trouwde een negentien jaar ouder raadslid Van Landsberge. Vervolgens werd zij opnieuw weduwe en trouwde met Raad-fiscaal Van Meel.
Vanaf 1748 was Joan Hubert van Meel commissaris van de Rouaan- of buitenlandvaarders. Rond het midden van de 18e eeuw liet hij (of zijn tweede echtgenote) de gevel aanpassen. Er kwam versiering om de deur en boven de vensters. Van Meel had geen kinderen en werd toen hij stierf op 130.000 gulden geschat. Zijn weduwe bewoonde het pand tot haar dood. Het pand op Herengracht ging in 1789 over in handen van Josephus Augustinus Brentano; de hofstede werd gebruikt door Engelbert François van Berkel.
Joan Cornelis van der Hoop, de opvolger en een veelbelovende secretaris, begon zijn werkzaamheden in 1770. In 1774 stelde hij vast dat er een achterstand in het archief lag. De klerk, een neef van Van Meel, die niet als opvolger van zijn oom was benoemd, had uit rancune niets uitgevoerd.